# Angelo Brugnoli
Angelo Brugnoli (Vetrego, 17 aprile 1872 – Asolo, 18 aprile 1970) è stato un presbitero e sindacalista italiano.
Fu per circa 50 anni canonico (arciprete preposto) della collegiata di Asolo (Treviso). Alla fine dell'Ottocento fu un promotore sindacale.
Brugnoli entrò giovanissimo in seminario a Treviso e, prima di essere ordinato sacerdote (1897), conseguì il diploma di maestro elementare di livello superiore presso la scuola statale di Belluno.

## Dirigente diocesano e sindacalista
Nel 1898 fu nominato segretario del comitato diocesano e diventò subito un protagonista nelle varie commissioni per l'attività formativa e organizzativa del movimento operaio e contadino cattolico. Dal 1901 al 1911 fu il responsabile sia della cancelleria del vescovo di Treviso, il beato Andrea Giacinto Longhin, che il rettore della chiesa di San Vito in città.
In quegli anni la preoccupazione della Chiesa di papa Pio X e della diocesi di Treviso era quella di contrastare duramente l'iniziativa del Partito Socialista Italiano e della massoneria liberale. Brugnoli si impegnò così nel ruolo di sindacalista, si ritrovò in prima fila per risolvere i problemi delle masse contadine e operaie, lavorando per fondare il sindacato degli agricoltori, la costituzione delle casse rurali, progenitrici delle attuali banche di Credito cooperativo, del sindacato cattolico dei ferrovieri e la creazione di un vero e proprio ufficio cattolico del lavoro. In quel periodo fu eletto anche consigliere comunale a Mirano.

## Tutore dei contadini
Il suo impegno a difesa dei più deboli lo fece accorrere nel 1907 a Vetrego, suo paese natale, frazione del comune di Mirano, in difesa degli otto fittavoli del latifondista Guido Dalla Pozza, incarcerati a seguito di una rivolta contadina: diventò il loro tutore legale e si accollò la quasi totalità delle spese processuali. Lo si ritrova altresì in un'analoga impresa a Cavasagra, frazione di Vedelago, dove riuscì a liberare, dopo tre mesi di carcere, una cinquantina di contadini che avevano invaso e saccheggiato la villa del locale proprietario terriero, il conte Frova.
Già direttore della Vita del Popolo, il settimanale diocesano, fu eletto (13 ottobre 1908) dall'ala più progressista della diocesi a presidente della direzione diocesana dell'Azione Cattolica, nata nel 1904 sulle ceneri dell'Opera dei Congressi. Continuando la sua opera di instancabile organizzatore si circondò di giovani collaboratori, alcuni dei quali segnerono successivamente la storia del movimento sindacale cattolico del Veneto come Giuseppe Corazzin e Corradino Cappellotto, sollecitandoli spesso a passare dallo studio all'azione.

## L'accusa di modernismo a Treviso
In questo contesto di scontro sociale e politico, i dirigenti socialisti di Treviso, in risposta ad un precedente episodio, avvenuto qualche settimana prima a San Donà di Piave, dove avevano subito una provocazione da parte dei cattolici, organizzarono polemicamente un comizio in città in piena concomitanza della processione pubblica della festa del Corpus Domini. Il prefetto, preoccupato per l'ordine pubblico, prese l'iniziativa e il 25 maggio 1910 convocò i rappresentanti dei partiti politici (i democratici e i socialisti) e i cattolici (Brugnoli per la diocesi e Prevedello per la parrocchia del Duomo) convincendoli a sottoscrivere un accordo che li impegnasse tutti alla tolleranza durante le reciproche attività pubbliche. Però la situazione era così tesa che l'accordo fu valutato, da entrambe le parti, non come un accordo contingente ma come un vero e proprio accordo politico, un tradimento cioè alla lotta che doveva essere frontale e senza mediazioni. Per quanto riguarda il mondo cattolico l'ala più conservatrice della Curia vescovile informò subito e direttamente di quell'accordo il papa Pio X, sostenendo che l'atto sottoscritto sapeva di modernismo. Il papa di Riese (ora Riese Pio X) (Treviso), pur conoscendo bene i protagonisti, aveva da poco (1907) condannato il modernismo teologico come eresia con l'enciclica Pascendi Dominici Gregis, fu intransigente e decretò la rimozione da tutti gli incarichi dei firmatari dell'accordo. A nulla valsero le difese di molti parroci e dello stesso vescovo Longhin, che fu costretto ad obbedire. A rafforzare le ragioni dei cattolici conservatori ci furono anche i risultati delle elezioni amministrative di Treviso che si svolsero nel luglio successivo che dettero una vittoria schiacciante al cosiddetto blocco massonico (Democratici e Socialisti), che ottenne 12 consiglieri, contro solo 2 dei clericomoderati.
Brugnoli, rispettoso e fedele alla gerarchia e al Papa, si dimise, senza discutere, da tutti gli incarichi fino ad allora ricoperti.

## Canonico della collegiata di Asolo per 55 anni
Il 20 dicembre 1910 Brugnoli fu così nominato canonico (arciprete preposto) della collegiata di Asolo e il 1º maggio 1911 entrò ufficialmente in carica per rimanerne fino al 1966. Della sua lunga permanenza asolana gli storici ricordano, oltre che l'attività sacerdotale, quanto fece per la città durante le due guerre mondiali. Nel 1917 salvò la città, che era geograficamente posta a ridosso della linea del fronte nella Grande Guerra, tra il Monte Grappa e il Montello, e che quindi doveva essere secondo i militari evacuata. Brugnoli rifiutò l'ordine e diventò così commissario di assistenza civile, incaricato della raccolta dei profughi, dopo la disastrosa sconfitta di Caporetto. Nel 1945 riuscì a salvare di nuovo la cittadina dalle rappresaglie delle SS, sventando per due volte i loro tentativi di incendiarla.
Alla sua morte, il 18 aprile 1970, il Consiglio comunale ha voluto ricordarlo intitolandoli la piazza principale di Asolo.